# Conférence internationale de Washington de 1884

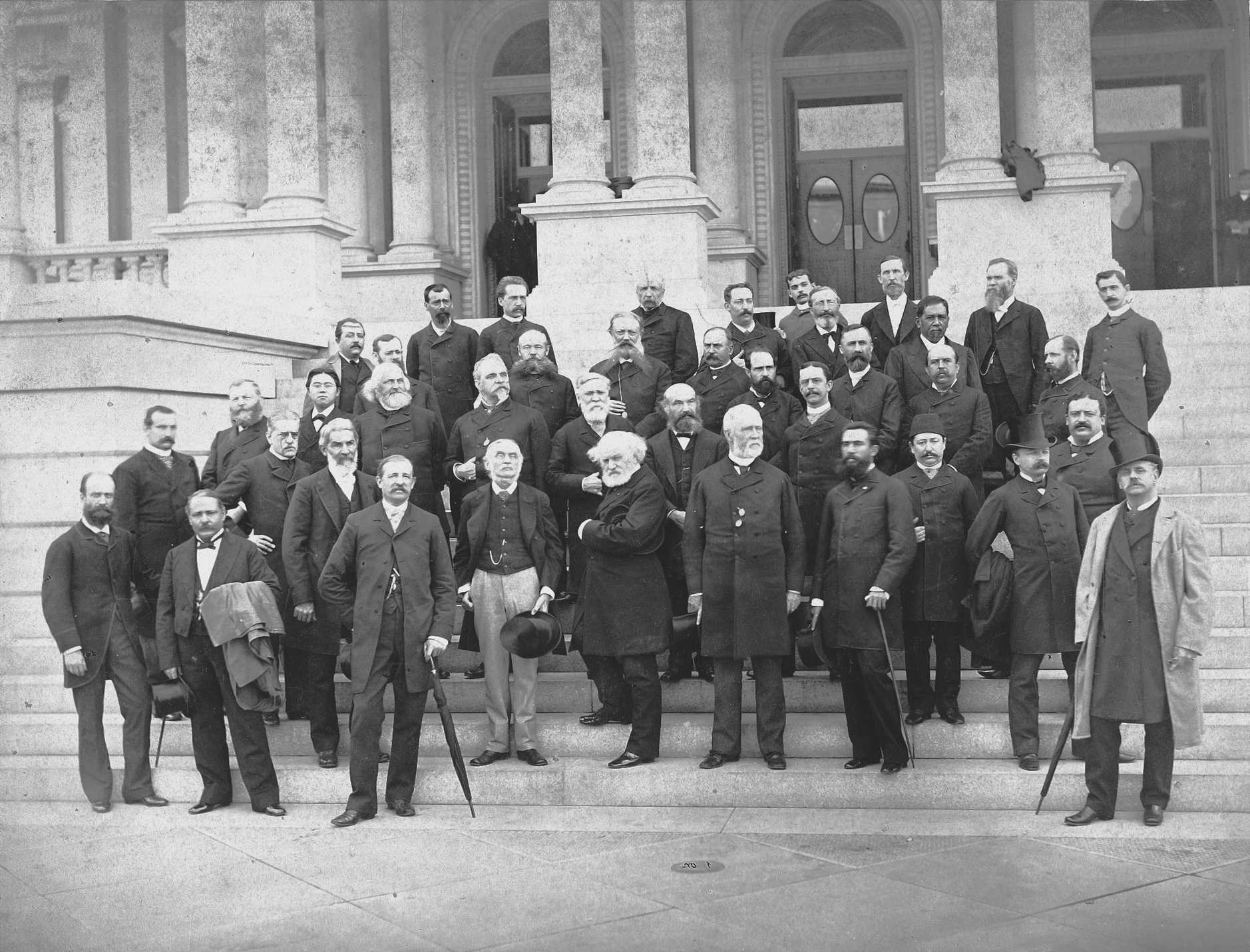
Les délégués à la Conférence internationale du méridien à Washington en 1884.

La conférence internationale de Washington (district de Columbia, États-Unis) réunit 25 pays, du 1er octobre 1884 au 1er novembre 1884, afin d’uniformiser le partage du globe terrestre en 24 fuseaux horaires et de choisir le méridien international de référence, ou méridien zéro.

## Origine
Cette conférence marquait l'aboutissement des efforts de l'ingénieur des chemins de fer canadiens, d'origine écossaise, Sandford Fleming (1827-1915), qui militait depuis les années 1860 pour imposer une heure nationale pour chaque pays. Le 8 février 1879, Sandford Fleming proposa de diviser le monde en 24 fuseaux horaires égaux de 15° chacun, et préconisa l'adoption d'une heure normale universelle. L’intérêt premier de Fleming était d’éviter la cacophonie des horaires des chemins de fer : ceux-ci devaient être imprimés pour chaque gare avec au minimum cinq heures locales de référence : celle de la gare en début de ligne (à l'Est du Canada), celle de la gare en fin de ligne (à l'Ouest du Canada), celle de la gare située immédiatement avant vers l'Est, celle de la gare située immédiatement après vers l'Ouest, et enfin l'heure locale de la gare concernée.

### Participants
Cette conférence réunissait les représentants des 25 pays suivants : Allemagne, Autriche-Hongrie, Brésil, Chili, Colombie, Costa Rica, Espagne, États-Unis, France, Grande-Bretagne, Guatemala, Hawaï, Italie, Japon, Liberia, Mexique, Paraguay, Pays-Bas, Russie, République dominicaine, Salvador, Suisse, Suède, Turquie et Venezuela.

### Propositions
Trois propositions de méridiens 0 étaient en lice :
- le Méridien de Ferro, situé sur l'île de Fer aux Canaries (terre connue la plus occidentale à l’époque du savant grec Ptolémée, au IIe siècle av. J.-C.), et qui avait été fixé méridien national français par une ordonnance du roi Louis XIII le 1er juillet 1634 lors de la première conférence internationale tenue à l'Arsenal de Paris le 25 avril 1634 (longitude actuelle : 17° 39' 46" Ouest)
- Le méridien de l’Observatoire de Paris, préféré par la France au méridien de l’île de Fer en 1792 (longitude actuelle 2° 20' 14" Est, donc exactement à 20° du méridien de l’Île de fer).
- Le méridien de l'Observatoire de Greenwich, dans la banlieue de Londres

### Décision
La conférence internationale de Washington se décida — au grand dam de Jules Janssen, le directeur de l'Observatoire de Paris — à reconnaître le méridien de Greenwich comme origine des longitudes, lors de la septième session le 22 octobre, à l'issue d'un vote dont les résultats furent :
- pour l'adoption du méridien de Greenwich comme méridien international : 22 États ;
- contre l'adoption du méridien de Greenwich comme méridien international : un État (République dominicaine) ;
- abstention : deux États (le Brésil et la France).

La résolution suivante était donc adoptée : « That the Conference proposes to the Governments here represented the adoption of the meridian passing through the centre of the transit instrument at the Observatory of Greenwich as the initial meridian for longitude. » (« Que la Conférence propose aux gouvernements représentés ici l'adoption du méridien passant par le centre de l'instrument situé à l'Observatoire de Greenwich comme méridien initial pour la longitude. »)
Greenwich l'emporta pour deux raisons principales. D'une part, les deux tiers de la flotte mondiale (dont la marine américaine) utilisaient déjà le méridien de Greenwich. D'autre part, le système de fuseaux horaires, basés sur le méridien de Greenwich, adopté aux États-Unis par les compagnies ferroviaires l'année précédente était jugé parfaitement satisfaisant. En effet, l'adoption d'un méridien d'origine n'a pas pour seul but d'unifier les coordonnées géographiques. Elle vise surtout à organiser les références temporelles.
En contrepartie de l'adoption du méridien de Greenwich, les Britanniques se sont engagés à adopter le système métrique, adhérant à la Convention du Mètre la même année.

### Application en France
La France avait donc, en quelque sorte, perdu la bataille au profit des Anglais, mais elle ne se pressa pas pour reconnaître le méridien de Greenwich. Ainsi, le rattachement de la France au « Temps Universel » (TU), inclus dans le projet de loi avait été déposé le 8 mars 1897, ne fut voté que le 9 mars 1911, soit quatorze ans plus tard. Et encore, les élus n'acceptèrent d'officialiser ce changement que parce que le texte de la loi ne mentionnait point le nom du méridien de Greenwich : l'heure légale en France serait désormais « l'heure du temps moyen de l'observatoire de Paris retardée de 9 minutes 21 secondes ». Ainsi la France se raccordait-elle, sans l'énoncer clairement, au méridien de Greenwich ! (l'écart entre les deux méridiens étant en réalité de 9 minutes et 20,921 secondes, les puristes pouvaient donc arguer que ce minime écart ne rattachait pas l'heure française au méridien anglais.)
L'idée d'avoir une « heure nationale » pour toute la France — déjà réalisée en pratique par les compagnies de chemin de fer qui avaient adopté « l'heure de Paris » pour toutes les gares de France — fut assez facile à réaliser. Elle fut officialisée par la loi du 14 mars 1891, qui unifia l'heure en France et en Algérie avec application au 15 mars 1891. L'heure légale française était désormais le temps moyen de l'Observatoire de Paris, et non celui de Greenwich.
Certains Français firent même de la « résistance » et ne parlèrent que du méridien d'Argentan, dans le département de l'Orne, ou du méridien de La Flèche, dans le département de la Sarthe, comme méridien international.